# Obstruktive Uropathie

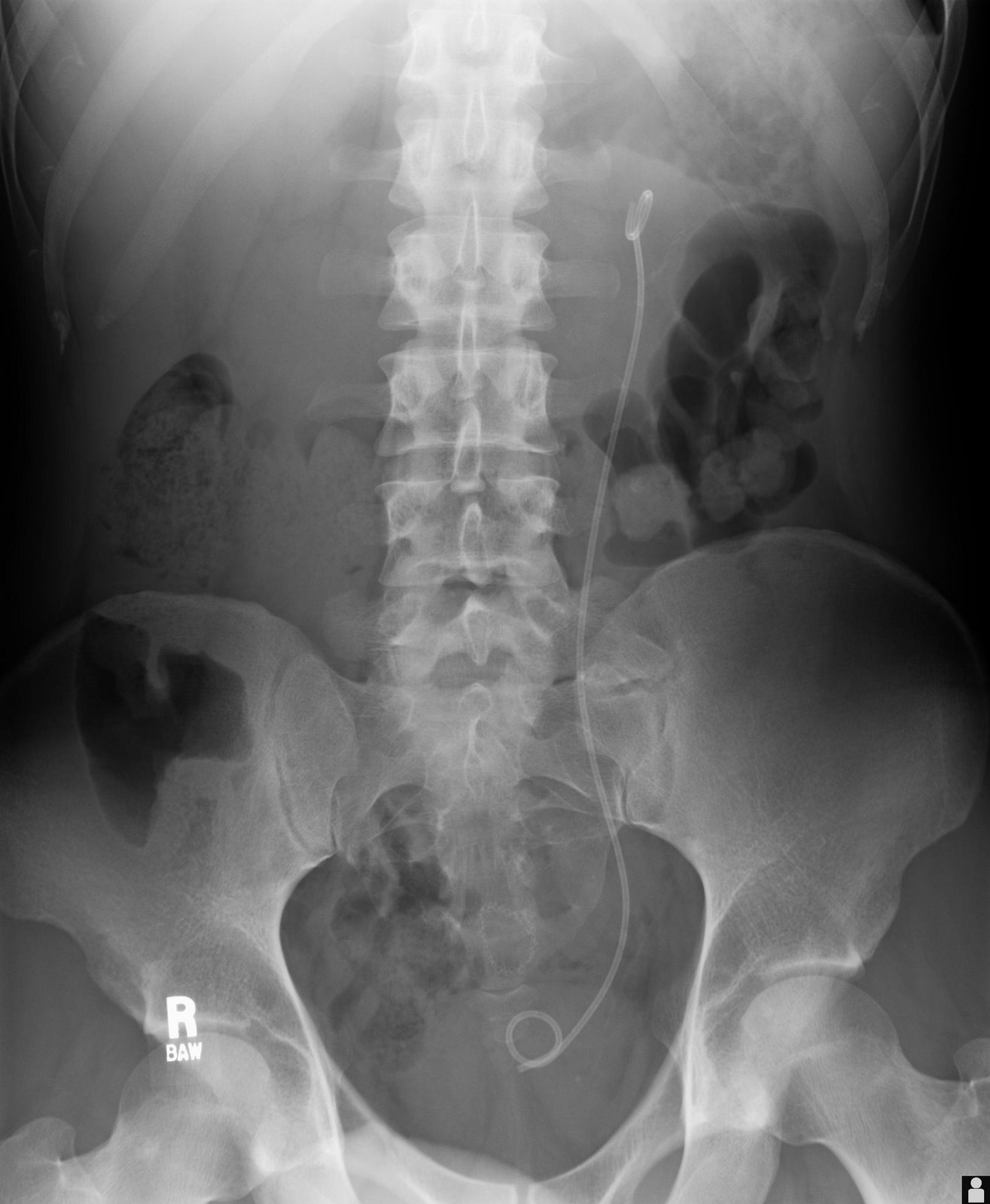
Abdomen-Übersichtsröntgenaufnahme mit linksseitigem Ureterstent (Anblick von vorne).

Die obstruktive Uropathie (auch obstruktive Nephropathie, Harnstau, Harnstase, Refluxnephropathie oder Refluxuropathie) bezeichnet eine Stauung des Urins unterschiedlichen Schweregrades aufgrund eines Abflusshindernisses in den ableitenden Harnwegen. Dieses Hindernis kann im Bereich der Nieren, der Harnleiter, aber auch im Bereich der Harnblase oder der Harnröhre liegen. Die aus dem Verschluss (Obstruktion) resultierende Druckerhöhung kann zum Verlust von Parenchymfunktion, zur Gefahr einer Urosepsis und zur Niereninsuffizienz führen. Dabei ist das Wort Uropathie der Sammelbegriff für nichtentzündliche Harnwegserkrankungen. Die obstruktive Uropathie zählt zu den nicht-polyzystischen Nierenerkrankungen.
Zu unterscheiden sind bei den obstruktiven Veränderungen im Bereich der Nieren zwei verschiedene Formen, je nachdem, ob sich das Abflusshindernis einerseits vor der Harnblase (prävesikal) oder andererseits in oder nach der Harnblase (intra- oder postvesikal) befindet. Bei einer intra- oder postvesikalen Harnsperre kommt es zum akuten postrenalen Nierenversagen mit Niereninsuffizienz bis hin zur Dialysepflicht. Bei einem prävesikalen Hindernis kommt es nur bei doppelseitiger Harnstase zur klinisch relevanten Niereninsuffizienz.

## Ursachen
Ursache ist häufig ein inkompletter Verschluss der Harnleiterostien in der Blase, sodass bei der Miktion (Erhöhung des Blaseninnendrucks) der Urin nicht in Richtung Urethra, sondern in Richtung Ureter gelangt. Bei der obstruktiven Uropathie sollte berücksichtigt werden, dass bei diesem Symptomenkomplex auch Probleme der Blaseninnervation mit auftreten können, die einen Harntransport zusätzlich erschweren. Nicht selten kommen auch nicht urologische Fehlbildungen zusammen mit urologischen Fehlbildungen vor.
Ursachen einer obstruktiven Uropathie können zum Beispiel im Einzelnen sein:
- Harnleitersteine
- Nierensteine und andere Harnsteine
- Tumoren in der Niere, Ureter, Blase, Urethra, Prostata
- maligne Lymphome im Bauchbereich
- angeborene Ureterstenosen und Urethra-Verengungen (Urethrastenosen)
- Iatrogene Harnleiterläsionen
- neurologische Erkrankungen: Querschnittlähmung, neurogene Blasenentleerungsstörungen
- Traumata
- Blutkoagel
- Retroperitonealfibrose (Morbus Ormond)
- retroperitoneale Raumforderungen
- Verwachsungen nach Bauchoperation
- Endometriose
- Schwangerschaft
- Methotrexat kann als unerwünschte Arzeimittelnebenwirkung eine intrarenale obstruktive Uropathie verursachen.

Einige weitere seltene doppelseitige Ursachen werden beim Stichwort akutes Nierenversagen im Absatz über die postrenale Azotämie beschrieben.

## Verlauf
In Abhängigkeit von der Lokalisation der Obstruktion können ein Hydroureters, eine Hydronephrose oder eine Hydrokalix (Erweiterung eines Nierenkelches) resultieren.
Die Harnstase bei chronischer obstruktiver Uropathie erhöht die Infektanfälligkeit der Harnwege. Die dadurch gehäuft auftretenden interstitiellen (zwischen den eigentlichen funktionstragendem Geweben) Nephritiden (Nierenentzündungen) und der erhöhte Druck im Harnsystem mit Dilatation (Ausdehnung), die sogenannte Hydronephrose, führen zum Untergang funktionsfähigen Nierengewebes. So endet die obstruktive Uropathie ohne ausreichende entlastende Maßnahmen durch zunehmende Vernarbung in Schrumpfnierenbildung mit Niereninsuffizienz.
- Die akute Form ist reversibel.
- Die chronische Form zeigt eine zunehmende Atrophie des Nierenparenchyms bis zur Hydronephrose (Sackniere).

In seltenen Fällen kann eine obstruktive Uropathie eine sekundäre Polyzythämie verursachen. Ebenso kann eine obstruktive Uropathie eine sekundäre Störung der renalen Azidogenese verursachen.
Weitere Komplikationen sind beschrieben worden:
- nephrogener Diabetes insipidus (Diabetes insipidus renalis)
- postobstruktive Diurese (drastischer Anstieg des Harnzeitvolumens nach Beseitigung einer kurzfristigen Obstruktion)
- hyperchlorämische hyperkaliämische Azidose vom Typ IV-RTA

## Symptomatik
Schmerzen sind für die akute Obstruktion charakteristisch. Eine sich langsam entwickelnde Dilatation des Hohlraumsystems ist typischerweise schmerzfrei.

## Diagnostik
Bei der einseitigen Uropathie mit einer normalen kontralateralen Niere sind der Plasma-Kreatinin-Spiegel und die glomeruläre Filtrationsrate in der Regel annähernd normal.
Früher empfahl man die Nierenbiopsie: „Bei obstruktiver Uropathie und Nephrolithiasis ermöglicht die Punktion eine Beurteilung des Parenchymzustandes und insbesondere die Feststellung interstitieller Infiltrate.“ Heute nutzt man die Möglichkeiten der Bildgebung.
- Bildgebende Verfahren für die Untersuchung des Urogenitalsystems sind:[13]
  - Sonographie
  - Ausscheidungsurographie mit Kontrastmittel = i.v.-Pyelogramm
  - Nierenfunktionsszintigraphie
  - Computertomographie
- Perkussion: Eine gefüllte Harnblase, die man durch Beklopfen der Blase schnell herausfinden kann, könnte ein Zeichen für ein Abflusshindernis unterhalb der Harnblase sein.
- Urindiagnostik

„Die obstruktive Uropathie führt typischerweise zu makroskopisch auffälligen Vernarbungen, die in der Bildgebung dargestellt werden können.“

## Therapie
Je nach Symptomatik und Lokalisation bieten sich folgende Therapiemöglichkeiten an:
- Entlastung durch Nephrostomie, wobei der Urin durch die Haut nach außen abgeleitet wird
- ureterale, suprapubische oder urethrale Katheterisierung, z. B. Doppel-J-Katheter (Ureterstent, pigtail-Katheter)
- Antibiotikatherapie

## Gradunterteilung
Der Harnstau lässt sich sonografisch in vier Schweregrade unterteilen:
Harnstau Grad I: Entspricht einer Dilatation nur des Nierenbeckens. Zur Verlaufsbeurteilung empfiehlt sich die Ausmessung der echofreien Ausdehnung in Nierenlängsachse. Differenzialdiagnostisch muss an ein ampulläres Nierenbecken gedacht werden.
Harnstau Grad II: Hier findet sich eine Dilatation sowohl von Pyelon als auch von Nierenkelchen – das Parenchym ist noch normal. Zur Verlaufsbeurteilung sollten Kelch- und Pyelonweiten ausgemessen werden.
Harnstau Grad III: Zur zweitgradigen Stauung kommt noch eine beginnende Parenchymverschmälerung hinzu.
Harnstau Grad IV: Die Maximalvariante des Harnstaus zeigt sich in einem kompletten Verlust des Nierenparenchyms – die hydronephrotische Sackniere.

## Fetale obstruktive Uropathie
Selten kommt es schon vor der Geburt zur obstruktiven Uropathie. Ursachen sind meistens verschiedene Erbkrankheiten.